# Île Sainte-Blanche
L'île Sainte-Blanche (auparavant dénommée îlot de la Sainte-Blanche) est une île rocheuse de l'archipel de Pointe-Géologie (terre Adélie), situé en mer Dumont-d'Urville au large du continent antarctique.

## Description
Cette île est située dans la baie Pierre-Lejay, à l'ouest de l'île du Navigateur, près de la falaise de glace qui constitue la côte du continent antarctique, 500 m plus au sud.

## Histoire
Son nom commémore les mesures gravimétriques qui y furent effectuées le 9 juillet 1958 par Gaston Rouillon, chef de la 8e expédition antarctique française en terre Adélie et futur directeur scientifique des Expéditions polaires françaises. Sur les calendriers P.T.T. de l'époque, la Sainte-Blanche était en effet fêtée ce jour-là.
L'île Sainte-Blanche a été l'un des sites retenus pour les premières plongées scientifiques en terre Adélie en 1987.